# Gewerbezentralregister

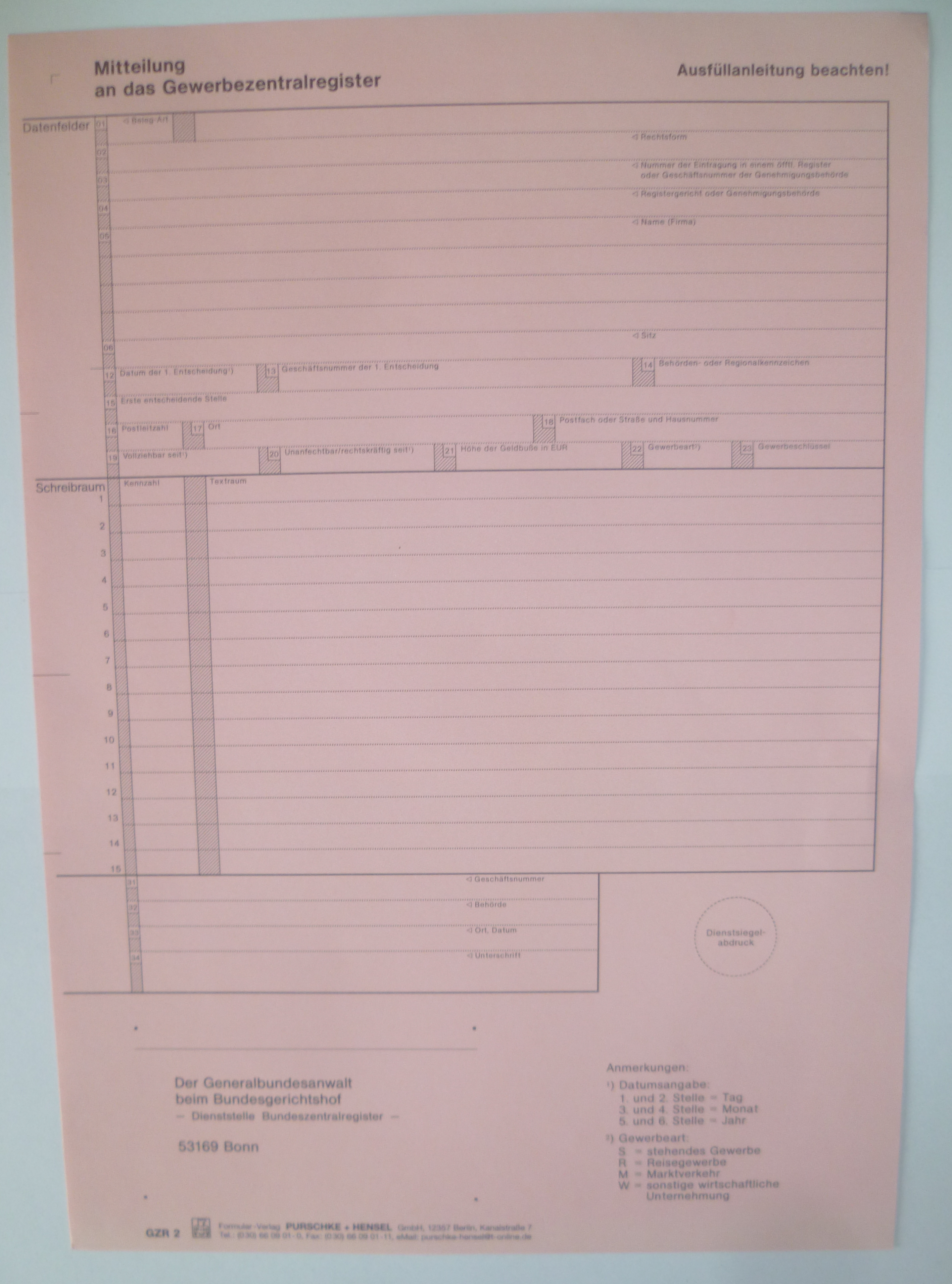
Mitteilung an das Gewerbezentralregister

Das Gewerbezentralregister (GZR) wird beim deutschen Bundesamt für Justiz als besondere Abteilung des Bundeszentralregisters geführt. Hier werden nicht sämtliche Gewerbetreibenden der Bundesrepublik Deutschland gespeichert. Grundsätzlich werden Gewerbe lokal bei den einzelnen Gewerbeämtern registriert. Vielmehr enthält es Verwaltungsentscheidungen (Gewerbeuntersagungen, Rücknahme von Erlaubnissen, Konzessionen etc.), Verzichte auf eine Zulassung zu einem Gewerbe oder einer sonstigen wirtschaftlichen Unternehmung während eines Rücknahme- oder Widerrufsverfahrens, Bußgeldentscheidungen wegen im Zusammenhang mit der Gewerbeausübung begangener Ordnungswidrigkeiten (soweit das festgesetzte Bußgeld 200 € übersteigt) sowie bestimmte rechtskräftige strafgerichtliche Verurteilungen gegen Gewerbetreibende.
Im Rahmen von Zuverlässigkeitsprüfungen, zum Beispiel um eine Gaststätte eröffnen zu können, werden regelmäßig von den Ämtern Auskünfte aus dem Gewerbezentralregister verlangt. Diese ähneln nicht nur in der Gestaltung, sondern auch von Inhalt und Zweck her, den polizeilichen Führungszeugnissen.
Während letztere nur für Privatpersonen, also natürliche Personen existieren, registriert das Gewerbezentralregister auch juristische Personen.
Rechtsgrundlage im Rahmen des Registerrechts: §§ 149 ff. der deutschen Gewerbeordnung (GewO)